# Феликс II Трирский
Феликс II (умер в V веке) — епископ Трирский. День памяти — 26 марта.
Святой Феликс был тридцать третьим епископом Трира и вторым епископом, носившим это имя. Он был ревностным защитником христианства от присциллианской ереси, обвиняя её приверженцев в ереси и колдовстве. Иной раз на деятельность святого в отношении присиллиан расценивают как первое проявление инквизиции.
Тот факт, что были вынесены смертные приговоры в отношении присциллиан, несмотря на энергичное противодействие многих епископов Запада, в том числе таких, как Мартин Турский и Амвросий Медиоланский, имел для святого Феликса  горькие последствия. Святому Феликсу вменили в вину то обстоятельство, что приговорённые не имели достаточно возможности обжаловать приговор.
На Синоде епископов в Турине, состоявшемся в 398 году, епископы, взявшие на себя обязательство прекратиnь все контакты со святым Феликсом, были вновь возвращены в общение с Римом. Таким образом, епископ Трира в значительной степени был изолирован.
Впоследствии он был смещён с кафедры и удалился в построенный им же монастырь Пресвятой Богородицы и мучеников Фивейского Легиона. Им были перенесены в Трир мощи святого Павлина фригийца, епископа Трирского, и воздвигнут храм в его честь. Святой Феликс скончался не ранее 400 года и был погребён в этом храме.